# Rupert Waterhouse
Rupert Waterhouse (* 15. Januar 1873 in Sheffield; † 1. September 1958) war ein englischer Arzt. 1911 beschrieb er das heute nach ihm benannte Waterhouse-Friderichsen-Syndrom als eigenständige Krankheit. 

## Leben
Rupert Waterhouse ging 1901 als Arzt an das Royal United Hospital und das Royal National Hospital for Rheumatic Diseases in Bath. Im Ersten Weltkrieg diente er zunächst als Soldat, später als Sanitätsoffizier im Royal Medical Army Corps auf Gallipoli, in Ägypten und Frankreich. 
Er war Mitbegründer der Bath Clinical Society.